# Ján Zachara
Ján Zachara (Trenčín, 27 agosto 1928 – Nová Dubnica, 2 gennaio 2025) è stato un pugile cecoslovacco.

## Biografia
In rappresentanza della Cecoslovacchia vinse la medaglia d'oro olimpica nel pugilato alle Olimpiadi di Helsinki 1952, in particolare nella categoria pesi piuma, battendo l'italiano Sergio Caprari.
Partecipò anche alle Olimpiadi 1956.